# 1986年の政治
1986年の政治（1986ねんのせいじ）では、1986年（昭和61年）の政治分野に関する出来事について記述する。

## できごと

### 1月
- 1月1日  - スペインとポルトガルがECに加盟。
- 1月15日 - ソ連のミハイル・ゴルバチョフ書記長、2000年までの三段階核兵器全廃を提案。
- 1月22日 - ポルトガル共和国大統領選挙の第一回投票。過半数を得た候補がいなかったため、社会党のマリオ・ソアレスと社会民主党のフレイタス・アマルによる決選投票へ
- 1月24日 - ベトナム・ラオス国境画定協定調印。

### 2月
- 2月16日 - ポルトガル大統領選挙の決選投票。第1回投票で2位だったソアレスが逆転勝利。
- 2月18日 - ボリス・エリツィン・モスクワ市党第一書記、政治局員候補に選出。
- 2月25日
  - フィリピンのマルコス大統領が国外脱出、アキノ大統領が就任（エドサ革命）。
  - 第27回ソ連共産党大会、新綱領、規約の決議。

### 3月
- 3月1日 - 渡辺美智雄通産相、野党支持者に「毛ばり」発言。
- 3月16日 - 1986年フランス議会総選挙、与党社会党が敗北。保守政党である共和国連合のジャック・シラクが首相に任命され、第5共和制史上初めてコアビタシオン（保革共存政権）が誕生。

### 4月
- 4月1日 - 男女雇用機会均等法施行。

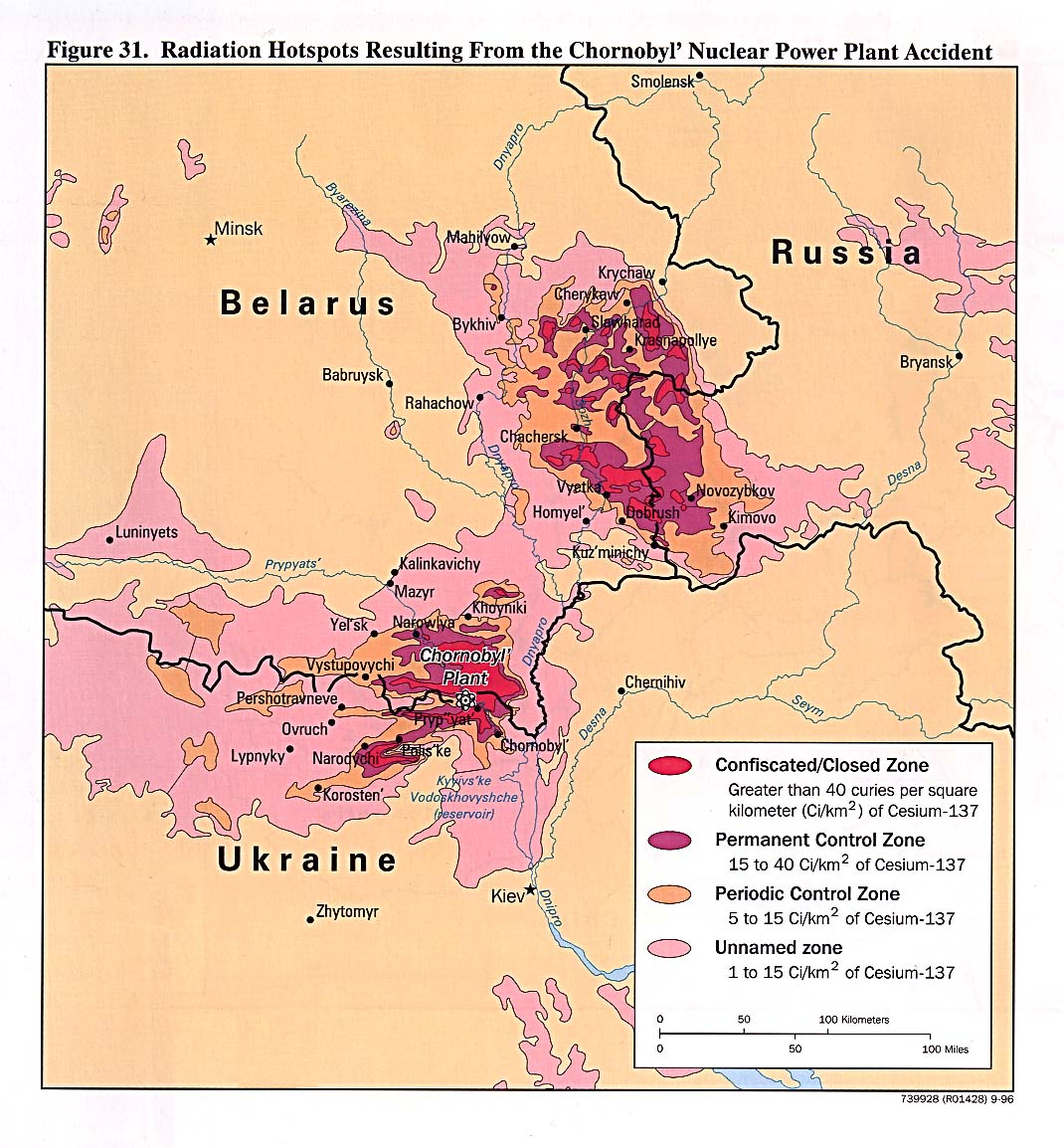
チェルノブイリ原子力発電所事故が発生。画像はセシウム137の濃度に基づく放射能汚染地域

- 4月7日 - ゴルバチョフ書記長、トリヤッチ市で演説。「ペレストロイカ」の用語を使用。
- 4月15日 - アメリカによるリビア爆撃。
- 4月26日 - ソ連のウクライナ・ソビエト社会主義共和国のチェルノブイリ原子力発電所で大規模な爆発事故発生（チェルノブイリ原子力発電所事故）。

### 5月
- 5月4日 - 第12回先進国首脳会議（東京サミット）開催。

### 6月
- 6月2日 - 衆議院解散（死んだふり解散）。
- 6月16日 - ゴルバチョフ書記長、ソ連共産党中央委員会総会で経済改革の必要性を演説。
- 6月22日 - スペイン王国の上下両院選挙。前回選挙で与党となったスペイン社会労働党が過半数を制し、政権維持。

### 7月
- 7月6日 - 第38回衆議院議員総選挙・第14回参議院議員通常選挙衆参同時選挙。自民党圧勝。
- 7月22日 - 第3次中曽根内閣発足。
- 7月23日 - ゴルバチョフ書記長、ウラジオストクで新アジア政策を発表。

### 8月
- 8月2日 - マレーシア総選挙で与党国民戦線が勝利し、マハティール・ビン・モハマド首相が再選されました。
- 8月15日 - 新自由クラブが解散。

### 9月
- 9月6日 - 土井たか子が日本社会党委員長に就任。主要政党で日本初の女性党首に。

### 10月

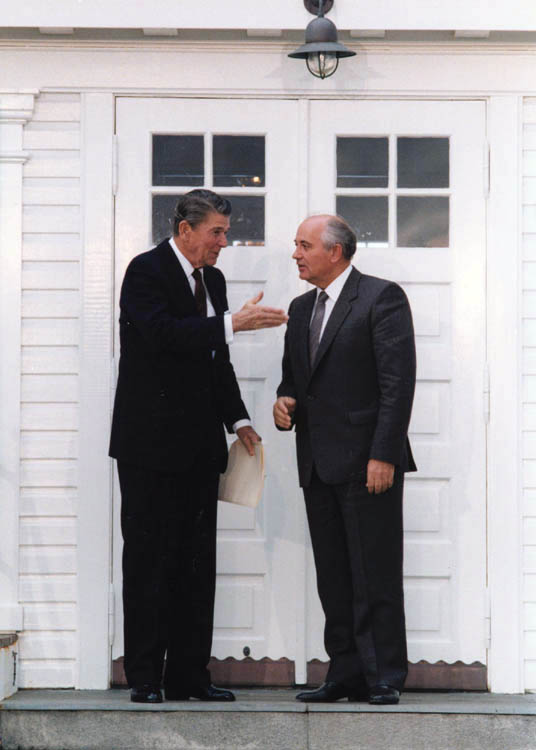
レイキャビクにおける米ソ首脳会談。

- 10月11日 - 米ソ首脳会談。アイスランドのレイキャビクでレーガン大統領とゴルバチョフ書記長が会談。12日まで会談が行われるが、軍縮交渉は決裂。

### 11月
- 11月27日 - 日本共産党幹部宅盗聴事件が発覚。
- 11月28日 - 国鉄分割民営化法案が可決。

### 12月
- 12月6日 - 中華民国立法委員増額選挙。台湾における本格的野党として、この年の9月に結成された民主進歩党が「党外後援会」として選挙に参加、20％以上の支持を集め、12議席を得た。
- 12月16日 - ソ連のディンムハメッド・クナーエフ・カザフ党第一書記（政治局員）が解任。後任のカザフ党第一書記にロシア人のゲンナジー・コルビンが就任。
- 12月17日 - カザフ共和国でクナーエフ第一書記の解任に反発し、カザフ民族暴動が起こる。
- 12月19日 - ソ連が反体制物理学者サハロフ博士夫妻の流刑を解除。